# School (nummer)
School is de openingstrack van het derde studioalbum Crime of the Century van Supertramp uit 1974.

## Achtergrond
School begint met een eenzame harmonica die zeer ruimtelijk is opgenomen; een beetje als de mondharmonica uit Once Upon a Time in the West. Langzaam komt de gitaar binnen, direct gevolgd door de zangstem van Roger Hodgson begeleid door klarinet. Het eerste couplet wordt afgesloten met een fermate, die na een crescendo over gaat naar couplet twee, inmiddels met de volledige muziekgroep als begeleiding. Na dit tweede couplet belandt de muziek in rustig vaarwater, waarbij percussie eigenlijk het belangrijkste muziekinstrument is. Vanuit piano komt de muziek door toevoeging van steeds meer instrumenten in een stroomversnelling met een solo voor de toetsen. De solo komt steeds meer in dissonante sferen terecht. Na een aantal breaks komt de zangstem terug. Met slagwerkbreak en ratel komt het derde couplet er aan. Na het derde couplet zakt School in elkaar. Met een glissando neerwaarts eindigt School op haar grondtoon, die tevens het begin vormt van Bloody Well Right.
De tekst handelt over het schijnbaar structuurloze leven van een opgroeiend kind. Schijnbaar, want aan alle kanten wordt het kind geïnstrueerd: Don’t do this; don’t do that. Pink Floyd behandelde hetzelfde thema, maar dan dwingender in Another Brick in the Wall (part two) en liet in The Wall ook nog eens het soms verschrikkelijke resultaat zien.
In 1974 moest niet School, maar Dreamer de verkopen van Crime of the Century op gang helpen. School is echter altijd populairder geweest, zeker in het sterk anti-autoritaire Nederland. Op 29 december 1983 werd het nummer uitsluitend in het Verenigd Koninkrijk en Ierland oo vinylsingle uitgebracht maar wist destijds géén notering te behalen in de hitlijsten.
Het nummer werd in 1984 gebruikt als herkennings melodie van het jongeren televisieprogramma Schoolplein van Veronica en verscheen pas vijf jaar later (eind november 1989) op single. Dit was wegens het uitbrengen van het album The Very Best Of op vinyl, cd en cassette.
De single werd in de winter van 1989-1990 alleen een radiohit in Nederland en werd regelmatig gedraaid op Radio 3. Een grote hit werd het niet in de destijds twee landelijke hitlijsten op de nationale publieke popzender, omdat de single niet verder kwam dan de 27e positie in de Nationale Top 100 en de 33e positie in de Nederlandse Top 40.
Sinds de allereerste editie in december 1999 staat de plaat steevast genoteerd in de hogere regionen van de jaarlijkse NPO Radio 2 Top 2000 van de Nederlandse publieke radiozender NPO Radio 2, met als hoogste notering tot nu toe een 14e positie in 2002.

## Hitnoteringen

### Nederlandse Top 40
| "School" in de Nederlandse Top 40 - binnen 31-03-1990 | "School" in de Nederlandse Top 40 - binnen 31-03-1990 | "School" in de Nederlandse Top 40 - binnen 31-03-1990 | "School" in de Nederlandse Top 40 - binnen 31-03-1990 | "School" in de Nederlandse Top 40 - binnen 31-03-1990 |
| Week                                                  | 01                                                    | 02                                                    | 03                                                    |                                                       |
| ----------------------------------------------------- | ----------------------------------------------------- | ----------------------------------------------------- | ----------------------------------------------------- | ----------------------------------------------------- |
| Nummer                                                | 38                                                    | 33                                                    | 38                                                    | uit                                                   |

### Nationale Top 100
Hitnotering: 09-12-1989 t/m 05-05-1990. Hoogste notering: #27 (1 week).

### NPO Radio 2 Top 2000
| Nummer met noteringen in de NPO Radio 2 Top 2000 | '99 | '00 | '01 | '02 | '03 | '04 | '05 | '06 | '07 | '08 | '09 | '10 | '11 | '12 | '13 | '14 | '15 | '16 | '17 | '18 | '19 | '20 | '21 | '22 | '23 | '24 |
| ------------------------------------------------ | --- | --- | --- | --- | --- | --- | --- | --- | --- | --- | --- | --- | --- | --- | --- | --- | --- | --- | --- | --- | --- | --- | --- | --- | --- | --- |
| School                                           | 26  | 17  | 16  | 14  | 21  | 34  | 37  | 36  | 52  | 33  | 46  | 44  | 37  | 35  | 37  | 41  | 52  | 48  | 44  | 44  | 41  | 45  | 47  | 50  | 57  | 59  |

1. ↑  Een vetgedrukt getal geeft de hoogste notering aan.

### Evergreen Top 1000
| Evergreen Top 1000 | Evergreen Top 1000 | Evergreen Top 1000 | Evergreen Top 1000 | Evergreen Top 1000 | Evergreen Top 1000 | Evergreen Top 1000 | Evergreen Top 1000 | Evergreen Top 1000 | Evergreen Top 1000 | Evergreen Top 1000 | Evergreen Top 1000 | Evergreen Top 1000 | Evergreen Top 1000 | Evergreen Top 1000 | Evergreen Top 1000 | Evergreen Top 1000 |
| Jaar               | 2008               | 2009               | 2010               | 2011               | 2012               | 2013               | 2014               | 2015               | 2016               | 2017               | 2018               | 2019               | 2020               | 2021               | 2022               | 2023               |
| ------------------ | ------------------ | ------------------ | ------------------ | ------------------ | ------------------ | ------------------ | ------------------ | ------------------ | ------------------ | ------------------ | ------------------ | ------------------ | ------------------ | ------------------ | ------------------ | ------------------ |
| Positie            | -                  | -                  | -                  | -                  | -                  | -                  | -                  | -                  | 502                | 291                | 140                | 148                | 140                | 119                | 105                | 98                 |